# Police Story
Police Story (Originaltitel chinesisch 警察故事, Pinyin Jǐngchá Gùshì, Jyutping Ging2caat3 Gu3si6, kantonesisch Ging chaat goo si, alternativer Titel englisch Police Force) ist eine Action-Komödie aus Hongkong von und mit Jackie Chan aus dem Jahr 1985. Der Film war ein kommerzieller Erfolg und bedeutete für Jackie Chan den endgültigen Durchbruch.

## Handlung
Police Detective Kevin hätte endlich Drogenboss Tom Ku verhaften können, da dessen Sekretärin nun als Zeugin gegen ihn aussagen soll. Diese verschwindet allerdings, bevor sie aussagen kann und so wird Ku auf Grund fehlender Beweise wieder freigelassen. Er will sich nun für seine Festnahme an Kevin rächen, indem er ihm den Mord an einem anderen Polizisten anhängt. Kevin wird danach sowohl von der Polizei als auch von den Verbrechern gejagt, trotzdem versucht er sowohl seine Unschuld zu beweisen als auch den Drogenboss endgültig festzunehmen. In einem großen Einkaufszentrum kommt es zum spektakulären Endkampf, durch den Kevin letztendlich doch noch triumphieren kann.

## Entstehung
Angeregt zu diesem Film wurde Jackie Chan durch den Film Der Protektor.
Beim Herabgleiten an der Beleuchtung im Einkaufszentrum hat sich Jackie Chan sowohl den Rücken ausgerenkt als auch die Handflächen verbrannt.

## Kritiken
„Dank der wirklich perfekten und furiosen Stunts, die Jackie Chan selbst ausführte, haben Hongkong-Film-Freaks keine ruhige Minute. Der ideale Popcorn-Film“

„Wahnwitzige Krimikomödie, in der sich Jackie Chan als junger Cop gegen eine Gangsterbande und seine Vorgesetzten zur Wehr setzen muss.“

## Wirkung
Der Film wurde später teilweise von US-amerikanischen Regisseuren nachgeahmt. Die finale Verfolgungsjagd durch die Slums in Michael Bays Actionfilm Bad Boys II aus dem Jahr 2003 erinnert stark an die Verfolgungsjagd durch die Slums zu Beginn von Police Story. Eine Verfolgungsszene mit einem Doppelstockbus, bei dem auf Grund eines abrupten Halts ein Komplize des Geiselnehmers durch die Windschutzscheibe auf die Straße fällt, wurde 1989 durch Sylvester Stallone in seinem Film Tango und Cash kopiert.

## Trivia
- Durch die hohe Anzahl an Stunts mit Glas wurde der Film von der Crew auch „Glass Story“ genannt.[4]
- In dem Film wurde Zuckerglas benutzt, das doppelt so dick war, wie es normalerweise bei Filmen üblich ist, um einen höheren Grad an Realismus zu erreichen. Dadurch wurde jedoch auch das Verletzungsrisiko erhöht.[5][6][7]
- In der Busstuntszene kam es zu einem Unfall. Zwar war geplant, dass die Stuntleute durch die Fenster fliegen, jedoch war die Bremswirkung des Busses anders als erwartet, so dass die Männer auf den Asphalt stürzten statt auf den dafür präparierten Wagen, wie es geplant war.[8]
- Chan wählte den Titelnamen „Police Story“, weil er in Hong Kong mit vielen Nachahmern  zu tun hatte. Als er beispielsweise Drunken Master produzierte, wurden mehrere Filme über das Drunken Boxing angekündigt. Also entschied er sich für diesen Titel, vor allem, da es zu diesem Zeitpunkt noch keinen Kung-Fu-Polizeifilm gab, und beugte somit den Nachahmungsversuchen vor.[9]
- Bei dem Schlussstunt, in dem Chan eine Stange mit Lichterketten herunterrutschte, zog er sich schwere Schnitt- und Verbrennungswunden zu.[10][11][12][13]
- Der Name Police Story wird bei fünf weiteren Jackie-Chan-Filmen verwendet: Police Story 2, Police Story 3 – auch bekannt als Super Cop, Police Story 4 – First Strike – in Deutschland bekannt als Jackie Chans Erstschlag, New Police Story und Police Story – Back for Law. Davon ist jedoch nur Police Story 2 eine direkte Fortsetzung. „Super Cop“ und „Erstschlag“ haben nur die Hauptfigur, seine Freundin und einen der Vorgesetzten als Gemeinsamkeiten mit dem ersten Teil. Es wird auch kein Bezug auf die ersten beiden Teile genommen. In „New Police Story“ ist sogar der Name des Protagonisten ein anderer; es ist ein völlig eigenständiger Film.[14][15]
- Während des Abspanns werden sowohl verpatzte Szenen wie auch misslungene Stunt-Einlagen abgespielt, die teilweise die realen Verletzung der Schauspieler und Stuntleute zeigen.[16]

## Auszeichnungen
- Hong Kong Film Awards (1986): Bester Film, Beste Action-Choreographie.[17]

## Deutsche Fassungen
Seit Mai 2005 existiert erstmals eine ungeschnittene Fassung des Films in Deutschland, die ab 16 Jahren freigegeben ist. Alle bisher erhältlichen Fassungen, FSK 16 und auch FSK 18, waren gekürzt. Die FSK 18-Fassung, die bis zum 28. Februar 2002 in Deutschland zudem indiziert war, lässt ca. 16 Minuten an Comedy- und Handlungssequenzen missen, da diese der gekürzten US-Version entspricht. Die alte FSK 16-Fassung ist zusätzlich um ca. neun Minuten an Gewalt gekürzt und kommt somit auf eine Gesamtschnittlänge von ca. 25 Minuten. Die Szenen, die in der alten FSK 18-Fassung fehlten, sind in der ungeschnittenen Fassung jedoch nicht synchronisiert worden und liegen somit im kantonesischen Originalton mit deutschen Untertiteln vor. Mittlerweile wurde das Bild der Langfassung in 4k-Master abgenommen sowie der Ton komplett überarbeitet.
In der deutschen Fassung wird Jackie Chan von Arne Elsholtz synchronisiert, welcher auch das Dialogbuch schrieb und Dialogregie führte. In weitern Rollen sind Traudel Haas (Brigitte Lin), Susanna Bonasewicz (Maggie Cheung), Engelbert von Nordhausen (Charlie Cho), Norbert Langer (Chi-Wing Lau) und Wolfgang Völz (Bill Tung) zu hören.
| Rolle                          | Darsteller           | Deutscher Sprecher       |
| ------------------------------ | -------------------- | ------------------------ |
| Ka Kui Chan / Kevin Chan       | Jackie Chan          | Arne Elsholtz            |
| Inspector Bill Wong            | Bill Tung            | Wolfgang Völz            |
| Selina Fong                    | Brigitte Lin         | Traudel Haas             |
| May                            | Maggie Cheung        | Susanna Bonasewicz       |
| May (Nachsynchro)              | Maggie Cheung        | Laura Sophie Helbig      |
| John Ko / Johnny Ku            | Charlie Cho a        | Engelbert von Nordhausen |
| Mr. Koo (Mr. Ku) / Mr. Chu Tao | Chu Yuan (Chor Yuen) | Peter Schiff             |
| Tak                            | Kent Tong b          | Tobias Meister           |
| Superintendent Raymond Li      | Kwok-hung Lam c      | Michael Nowka            |
| Anwalt Cheung / Anwalt Cheng   | Chi-wing Lau d       | Norbert Langer           |
| Snake Eyes                     | Tai-Bo e             | Hans-Jürgen Dittberner   |

Fußnoten